# Abdul Ghafoor Yusufzai
Abdul Ghafoor Yusufzai (dari عبدالغفور یوسفزی) – afgański piłkarz, reprezentant Afganistanu na Letnich Igrzyskach Olimpijskich 1948.
W Londynie, grano od razu w systemie pucharowym. Jego reprezentacja rozegrała jeden mecz w rundzie eliminacyjnej. Na Goldstone Ground w Brighton, Afgańczycy podejmowali reprezentację Luksemburga. Yusufzai wystąpił w tym meczu na pozycji obrońcy. Jego reprezentacja przegrała jednak aż 0-6, tym samym odpadła ona z rywalizacji.